# Anabisetia
Anabisetia is een geslacht van plantenetende ornithischische dinosauriërs, behorend tot de groep van de Euornithopoda, dat tijdens het late Krijt leefde in het gebied van het huidige Argentinië. De enige benoemde soort is Anabisetia saldiviai.

## Vondst en naamgeving
In 1993 bracht Roberto Saldivia Blanco, een boer uit de omgeving van Plaza Huincul, in de provincie Neuquén in Patagonië, een aantal botfragmenten, waaronder onderkaken en wervels, die hij in 1985 gevonden had bij de Cerro Bayo Mesa, dertig kilometer ten zuiden van Plaza Huincul, naar het Museo "Carmen Funes". Het museum stuurde een team naar de locatie, de Cerro Bayo Mesa, NF2-vindplaats, waar vier skeletten van een kleine dinosauriër opgegraven werden. De vondst werd in 1996 in de literatuur gemeld.
In 2002 werd de typesoort Anabisetia saldiviai benoemd en beschreven door de paleontologen Rodolfo Coria en Jorge Orlando Calvo. De geslachtsnaam eert de archeologe wijlen Ana Maria Biset. De soortaanduiding eert Saldivia.
Het holotype, MCF-PVPH 74, is gevonden in een laag van de Lisandroformatie, daterend uit het Cenomanien-Turonien, ongeveer 94 miljoen jaar oud. Het bestaat uit een gedeeltelijk skelet met schedel. Bewaard zijn gebleven: het linkerbovenkaaksbeen met een tand, de onderkant van een hersenpan, stukken van beide voorste onderkaken, vier halswervels, vier wervelbogen van de ruggenwervels, vier sacrale wervels, twaalf staartwervels, de schoudergordel, de linkervoorpoot, de bovenkant van het rechteropperarmbeen, de linkerachterpoot en het derde en vijfde middenvoetsbeen van de rechtervoet. De paratypen zijn
MCF-PVPH-75, een gedeeltelijk skelet zonder schedel dat het holotype aanvult met een belangrijk deel van het bekken; en MCF-PVPH-76, en meer fragmentarisch skelet zonder schedel, voornamelijk bestaande uit het rechterschouderblad, bekkenelelementen, en delen van de achterste ledematen. Aan de soort toegewezen is specimen MCF-PVPH-77, een staart, een linkerschouderblad, een opperarmbeen en een middenvoet.
In 2004 werd een groot opleidingsschip voor de Escuela de Náutica, de zeevaartschool voor de Argentijnse koopvaardij, te water gelaten onder de naam Anabisetia Saldiviai. De werf die het schip bouwde had een broer van A.M. Biset als directeur. In de zeevaart is het niet gebruikelijk schepen naar overledenen te vernoemen; door het de naam van de dinosauriër te geven werd deze belemmering omzeild.

## Beschrijving

### Algemene bouw en bijzondere kenmerken
Anabisetia is een kleine tweevoetige planteter. Gregory S. Paul schatte in 2010 de lichaamslengte op twee meter, het gewicht op twintig kilogram.
De beschrijvers wisten enkele onderscheidende kenmerken vast te stellen. De condylus occipitalis, de verbinding tussen schedel en nek, is schuin naar beneden gericht en loopt onderaan over in een schuin naar voren gericht vlak. Het vijfde middenhandsbeen is afgeplat. Het schouderblad heeft een goed ontwikkelde processus acromialis. Het voorblad van het darmbeen beslaat meer dan de helft van de totale darmbeenlengte. Het voorblad steekt even ver naar voren als de processus praepubicus. De schacht van het zitbeen is boven driehoekig in doorsnede, onderaan vierkant. Het kuitbeen raakt het sprongbeen.

### Skelet

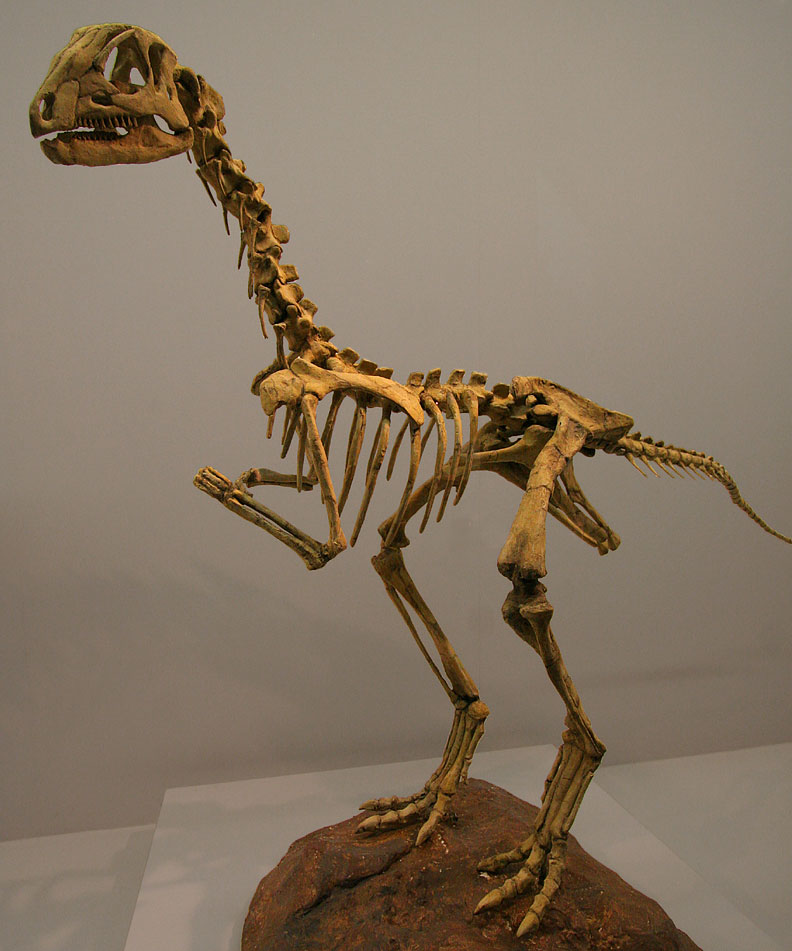
Een skeletreconstructie van Anabisetia met een hypothetische kop

Het slechtst bekende onderdeel van Anabisetia is de kop. In illustraties wordt die vaak afgerond weergegeven maar daar bestaan eigenlijk geen aanwijzingen voor behalve dat sommige verwanten ook ronde koppen hebben; andere hebben echter vrij platte schedels. Het bewaarde stuk bovenkaaksbeen is weliswaar kort en hoog maar vertegenwoordigt slechts een klein deel van deze maxilla daar er zich maar vier tandkassen in bevinden. De tanden zijn bladvormig met een verticale hoofdrichel en negen kartelingen die niet in kleinere richels uitlopen. De bewaarde onderkaakelementen vertegenwoordigen slechts de ongeveer vijf centimeter lange achterkanten van de dentaria met negen en tien tandposities; ook hieruit kan de totale lengte niet worden opgemaakt. Hun bovenrand en onderrand lopen parallel, een mogelijk afgeleid kenmerk. Op het achterhoofd is de condylus occipitalis naar beneden gericht en verder laag en breed; dat laatste geldt voor de gehele hersenpan, die niet in detail beschreven is.
De halswervels zijn lang en laag en scherp gekield. De staartwervels hebben lage doornuitsteeksels en sterk omhoog gerichte zijuitsteeksels. Er zijn stukken verbeende pees gevonden; wellicht verstijfden die de staartbasis.
De schoudergordel is krachtig. Het schouderblad is bovenaan asymmetrisch verbreed met de grootste punt aan de onderkant en aan de bovenste onderkant steekt een grote processus acromialis uit, relatief de langste die ooit bij een lid van de Euornithopoda gevonden was. De onderrand van het blad is sterk hol gekromd. Het ravenbeksbeen is wat kort maar heeft een groot haakvormig uitsteeksel richting borstbeen. Het opperarmbeen is echter niet robuust maar juist nogal langgerekt met een lege lange deltopectorale kam. De onderarm is matig verlengd; het spaakbeen is vrij dik, de ellepijp middenin dun maar met robuuste uiteinden. De hand is kort en lichtgebouwd. Het vijfde middenhandsbeen is echter niet sterk gereduceerd en krachtiger gebouwd dan typisch is bij basale euornithopoden. Het is afgeplat met scherpe hoeken aan de zijkanten terwijl de andere middenhandsbeenderen een ronde doorsnede hebben. Ten opzichte van de middenhand zijn de vingers tamelijk lang wat de beschrijvers verklaarden als een aanpassing aan een grijpende functie.
In het bekken is het darmbeen lang, golvend plat en laag met een dun lang iets naar beneden gebogen voorblad en een achteraan recht afgesneden achterblad. Het voorblad is aan de binnenzijde sterk uitgehold steekt nog voor de processus praepubicus uit terwijl het normaal bij de Euornithopoda korter is. Aan de interne, van de wervelkolom afgerichte, binnenkant van het achterblad, dat een dikke iets naar buiten gedraaide bovenrand heeft, is er een brede lengterichel voor de aanhechting van een staartspier, de musculus caudofemoralis brevis. Het heupgewricht is groot. Het aanhangsel voor het schaambeen is dun en lang. Het schaambeen heeft een dun voorste uitsteeksel, de processus praepubicus, dat afgeplat is en naar voren toe verbreed. Van de processus praepubicus is de buitenzijde hol en heeft de binnenzijde een lengterichel. De schacht van het schaambeen is dun, staafvormig, en iets naar boven gekromd. Het parallel lopende zitbeen is iets langer en dikker dan het schaambeen en ermee verbonden door een hoog gelegen uitsteeksel op de voorrand, de processus obturatorius. De schacht is bovenaan driehoekig in doorsnede en onderaan meer rechthoekig om te eindigen in een iets verbrede "voet".
Het dijbeen is gekromd en krachtig gebouwd. Bovenaan heeft het een goed ontwikkelde trochanter minor, even hoog als de achterliggende trochanter major, die ervan gescheiden wordt door een bijna gesloten, spleetvormige, kloof. De groeve onder de grote trochanter snijdt deze scherp in en eindigt nog aan de voorkant van de afhangende vierde trochanter die boven het midden van de schacht geplaatst is. De onderste gewrichtsknobbels zijn goed ontwikkeld, zowel aan de voorkant als achterkant gescheiden door een groeve; de binnenste knobbel heeft de achterste bult vrij in het midden gelegen. Het scheenbeen is langer dan het dijbeen en slank gebouwd. De opgaande tak van het sprongbeen is kort. Het kuitbeen wordt voornamelijk gedragen door het calcaneum maar raakt ook het sprongbeen. Het vijfde middenvoetsbeen is gereduceerd tot een splinter aan de achterkant van het vierde. Het eerste middenvoetsbeen is ook dun maar langer; wellicht aan de achterkant van het tweede gelegen draagt het een eerste teen met twee kootjes.

## Fylogenie
De beschrijvers plaatsen Anabisetia basaal in de Euiguanodontia, op dat moment gezien als een klade binnen de Iguanodontia. Sommige latere analyses hadden echter als uitkomst dat Anabisetia buiten de Iguanodontia valt, meer basaal in de Euornithopoda.
De beschrijvers verklaarden het voorkomen van een basale iguanodontiër in het Cenomanien, op een moment dat Zuid-Amerika van Noord-Amerika gescheiden was, als een overblijfsel van een endemische populatie die afstamde van vroege iguanodontiërs die geëvolueerd zouden zijn toen het supercontinent Pangea nog niet uit elkaar gevallen was. Of zo'n groep werkelijk bestaan heeft, is onzeker; als Anabisetia een meer basale euornithopode is, wordt dit probleem eenvoudig opgelost want zulke vroege aftakkingen waren zeker op Pangea aanwezig.